# Anicio Acilio Glabrione Fausto
Anicio Acilio Glabrione Fausto (in latino Anicius Acilius Glabio Faustus; fl. 437-442) è stato un politico romano dell'Impero romano d'Occidente, due volte Prefetto del pretorio d'Italia, tre volte Praefectus urbi di Roma e una volta Console.
Durante il suo mandato fu pubblicato in Occidente il Codice teodosiano.

## Biografia
Senatore di una famiglia di rilievo, la gens Anicia, era figlio di Acilio Glabrione Sibidio Spedio, e sposò la figlia di Tarrutenio Massimiliano; in onore di suo nonno, probabilmente Marco Acilio Fausto, fece incidere un'iscrizione.
Un'iscrizione, erettagli dagli abitanti di Ariccia per averli salvati ab intolerabilibus necessitatibus, riporta la sua carriera. Fu questore candidato, praetor tutilaris, comes intra consistorium, praefectus urbi tre volte (tra il 408 e il 423, quando Onorio era l'augusto più anziano, nel 425 e tra il 425 e il 437), Prefetto del pretorio d'Italia, d'Africa e dell'Illirico (437-438). Nell'ottobre del 437 era alla corte di Costantinopoli, in occasione del matrimonio tra l'imperatore d'Occidente, Valentiniano III, e Licinia Eudossia, figlia dell'imperatore d'Oriente Teodosio II; in questa occasione fu probabilmente nominato prefetto, in quanto l'iscrizione riporta VTRIVSQVE IMPERII IVDICII(S) SVBLIMITATVS, implicando una doppia autorità. Poco dopo la nomina ricevette, assieme al Prefetto del pretorio d'Oriente, una copia del Codice teodosiano, appena completato, che presentò dinanzi al Senato romano il 25 dicembre 438 nella propria casa in Roma, nota come domus ad Palmam.
Sempre nel 438 fu console assieme a Teodosio II, mentre nel 442 ricoprì la carica di Prefetto del pretorio d'Italia per la seconda volta.
In data posteriore al 437 adornò con statue dei suoi antenati un foro che il padre aveva costruito a Roma.